# Kistarcsa
Kistarcsa é uma cidade da Hungria, situada no condado de Peste. Tem 11,02 km² de área e sua população em 2019 foi estimada em 12.212 habitantes.